# بددیبو علیا
بددیبو علیا (به لاتین: Upper Baddibu) یک منطقهٔ مسکونی در گامبیا است که در North Bank Division واقع شده‌است.